# Marcos Painter
Pour les articles homonymes, voir Painter.
Marcos David Painter (né à Birmingham en Angleterre le 17 août 1986) est un footballeur irlandais. Il joue au poste de défenseur. 
Il a joué entre 2005 et 2007 pour l'équipe de république d'Irlande espoirs de football.

## Biographie

### Début de carrière et signature à Swansea City
Après avoir débuté dans le club de sa ville natale, Birmingham City, Marcos Painter est prêté pour un mois au club gallois de Swansea City en novembre 2006. Le prêt étant concluant, le joueur est transféré chez les Swans durant le mois de janvier suivant. Mais des blessures à répétition l'empêchent de se créer une place de titulaire au sein de l'effectif. En septembre 2008, toutefois, il prolonge son contrat à Swansea. Mais un mois plus tard, il se blesse gravement lors d'un match contre Southampton et est éloigné des terrains pour six mois, contraignant Swansea à recruter l'international irlandais Stephen O'Halloran pour le remplacer.

### Brighton
Il retrouve la compétition durant l'été 2009, mais l'entraîneur de l'équipe galloise l'utilise peu et, afin de relancer sa carrière, accepte un prêt jusqu'à la fin de la saison à Brighton & Hove Albion. Il indique alors sa volonté d'utiliser ce prêt pour reconquérir sa place de titulaire à Swansea, d'autant que Brighton joue dans le championnat de League One (troisième division). Mais le rôle qu'il joue en défense centrale lui convenant, il décide de s'engager à Brighton après avoir trouvé un accord avec Swansea pour rompre son contrat. C'est ainsi que, le 1er juillet 2010, il devient joueur de Brighton. Cette saison s'avère décisive dans la carrière de Painter, le club remportant le championnat de League One  au printemps suivant et se trouvant promu en Championship. Le 15 août 2013, il est liberé du club. 

## Palmarès
Brighton and Hove Albion
- League One
  - Champion : 2011